# Byron Donalds
Pour les articles homonymes, voir Donalds.
Byron Donalds, né le 28 octobre 1978 à Brooklyn (New York), est un homme politique américain. Membre du Parti républicain, il est élu à la Chambre des représentants de Floride en 2016, puis à la Chambre des représentants des États-Unis en 2020.

## Biographie

### Jeunesse et carrière professionnelle
Byron Donalds grandit dans le quartier de Crown Heights à Brooklyn, où il est élevé par sa mère célibataire,.
Il rejoint la Floride pour étudier à la Florida Agricultural and Mechanical University. Il est transféré à l'université d'État de Floride, où il obtient un diplôme en finance en 2002. Il travaille ensuite dans les secteurs de la finance et de la banque. Il participe à la fondation de la Mason Classical Academy, une charter school dont il devient vice-président.

### Premiers engagements politiques
Donalds s'engage en politique lors de l'émergence du Tea Party. Il s'investit notamment dans la campagne du candidat Herman Cain en vue des primaires républicaines pour l'élection présidentielle de 2012.
Lors des élections de 2012, Byron Donalds se présente à la Chambre des représentants des États-Unis dans le 19e district congressionnel de Floride. Il ne rassemble que 14 % des voix durant la primaire républicaine, mais remporte la partie du comté de Collier (où se trouve sa résidence de Naples) comprise dans le district. Il envisage d'être à nouveau candidat en 2014 après la démission de Trey Radel, mais renonce finalement. La même année, son épouse Erika est élue au conseil des écoles du comté de Collier.

### Représentant de Floride

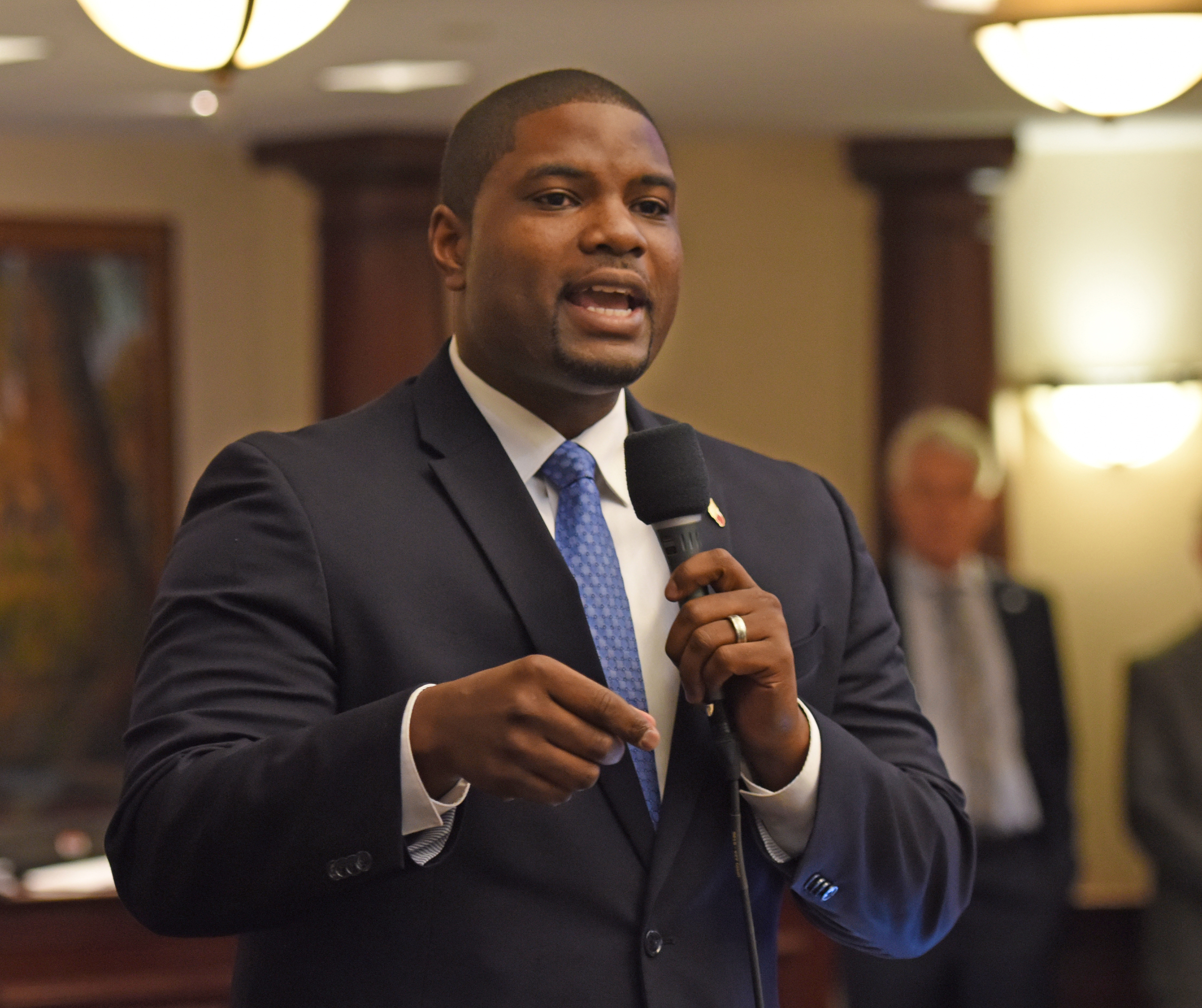
Donalds s'exprimant à la Chambre des représentants de Floride, en 2017.

En 2016, Byron Donalds se présente à la Chambre des représentants de Floride. Dans le 80e district, comprenant l'est du comté de Collier et le comté de Hendry, il entend succéder au républicain Matt Hudson, qui ne peut être candidat à nouveau mandat. Il remporte la primaire avec 64,4 % des voix et est élu sans opposition en novembre 2016. Il est réélu avec 62,1 % des suffrages en 2018.
Au sein de la Chambre des représentants de Floride, il préside la sous-commission sur les banques et les assurances.

### Représentant des États-Unis
En 2020, il est à nouveau candidat au Congrès des États-Unis dans le 19e district de Floride, qui comprend notamment les villes de Naples, Cape Coral, Fort Myers et Marco Island. Il fait partie des neuf candidats républicains souhaitant succéder à Francis Rooney, qui n'est pas candidat à sa réélection. Bénéficiant du soutien de plusieurs organisations conservatrices, dont Americans for Prosperity et Club for Growth (en) , il remporte de justesse la primaire républicaine avec environ 23 % des voix, devançant notamment son collègue à la Chambre des représentants de Floride Dane Eagle (22 %) d'environ 770 voix, le dirigeant de restaurants rapides Casey Akar (20 %) et l'urologue William Figlesthaler (18 %).

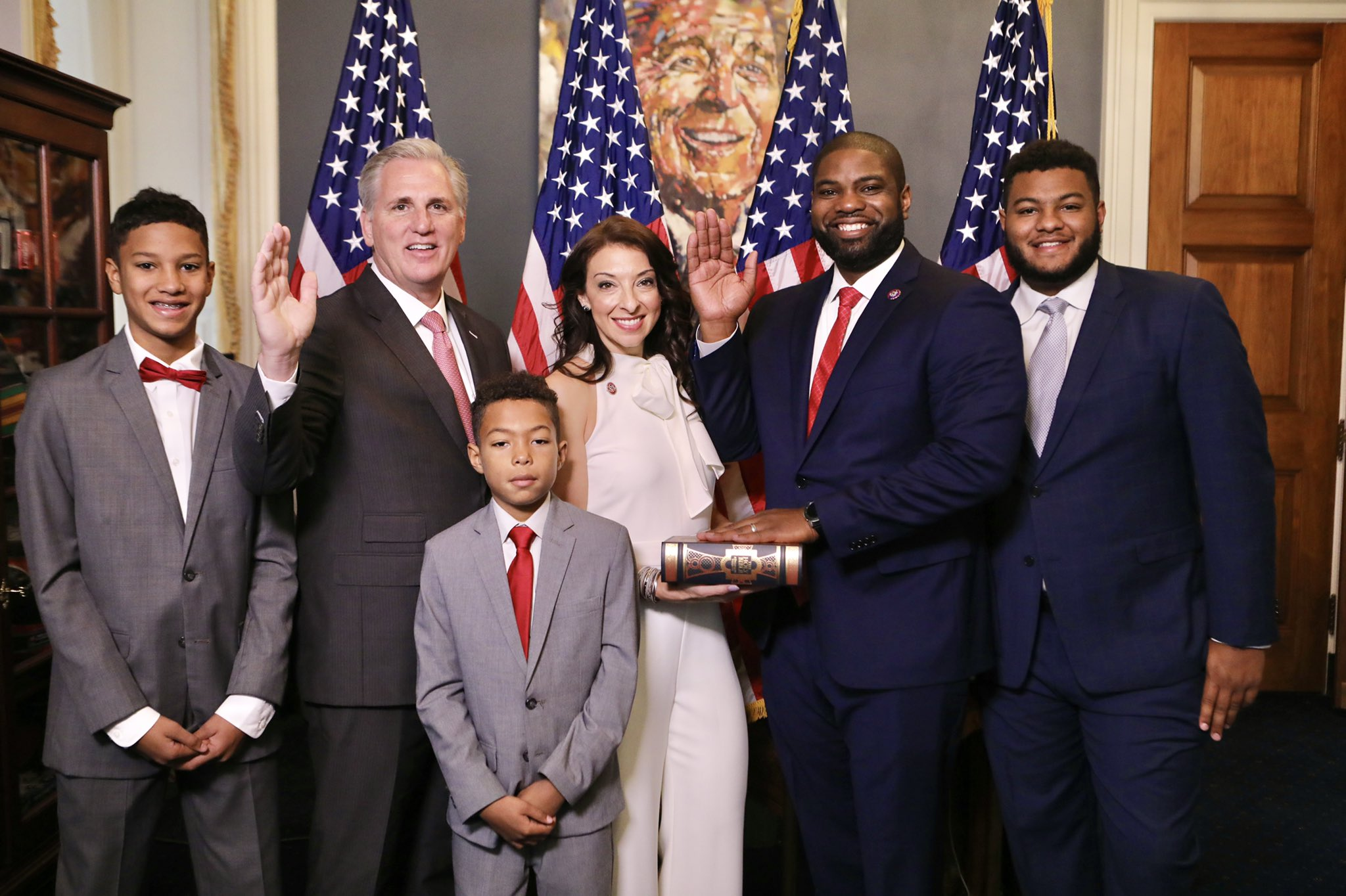
Byron Donalds prêtant serment au Congrès le 3 janvier 2021, entouré de sa famille et Kevin McCarthy.

Le 19e district donnant 22 points d'avance à Donald Trump lors de l'élection présidentielle de 2016, il devient le favori de l'élection de novembre. Trump l'appelle pour le féliciter de sa victoire à la primaire et lui apporte par la suite publiquement son soutien. Il est élu représentant des États-Unis avec 61,3 % des suffrages face à la démocrate Cindy Banyai,.
Le gouverneur de Floride Ron DeSantis ne peut se représenter en 2026 en raison des limites sur le nombre de mandats consécutifs et dès janvier 2025, Donalds fait savoir son intention de poser sa candidature pour ce poste et commence à former une équipe à cet effet. En février 2025, il reçoit le soutien du président Donald Trump, et officialise sa candidature quelques jours plus tard,.

## Positions politiques
Byron Donalds est un républicain conservateur, partisan d'un gouvernement limité. Lors des élections de 2020, il se décrit comme un « homme noir partisan de Trump, amoureux de la liberté, pro-vie, pro-deuxième amendement ». Parmi ses principales priorités se trouvent la réforme de la justice pénale, le soutien aux écoles privées, la limitation du cumul des mandats dans le temps et la protection des Everglades.